# 后戏
后戏是指人类性行为在交媾过後的爱抚、身體親密或情感親密。前戲是對身體的愛撫，後戲可以是精神上的滿足。

## 概述
在性反应周期之中，男女呈現的反應期可能不完全一致（一方處在高潮期，另一方可能在高潮前的持續期，或高潮後的消退期），為了能彼此配合，参与者在性行为之前或之後往往有若干身體親密（physical intimacy）包括有調情、愛撫以及性事后的溫存，如轻轻的拥抱，對伴侶身體各部位的亲吻或撫慰，或共同淋浴、適度的交談等以调适自身情绪、注重彼此感受。在日本，一般称为與，但也有性治疗师提倡以「愛戲」的新名稱來綜合概括。
曾有研究調查，事後温存较长时间的人对自己的性生活與恋情也更加满意，甚至看待事後温存的时长，要比前戏和交媾本身的时长（性愛時長）更重要。該調查的335名参与者（138名男性与197名女性）回报的温存时间长短不一，平均約为15分钟左右。

## 延伸閱讀
- 【識性】性愛最重要「後戲」：女士們一定要去廁所！｜香港01（页面存档备份，存于）